# Ole (Emmaste)
Pour les articles homonymes, voir Ole.
Ole est un village de la commune de Emmaste du Comté de Hiiu en Estonie.
Au 31 décembre 2011, il compte 2 habitants.